# Bełcz Wielki (przystanek kolejowy)
Bełcz Wielki – zlikwidowany przystanek kolejowy i ładownia w Masełkowicach na linii kolejowej Krzelów – Leszno Dworzec Mały, w powiecie górowskim, w województwie dolnośląskim, w Polsce.